# Optique cristalline
L'optique cristalline est la branche de l'optique qui décrit le comportement de la lumière dans les milieux anisotropes, c'est-à-dire les milieux (tels que les cristaux) dans lesquels la lumière se comporte différemment selon la direction dans laquelle elle se propage.
L'indice de réfraction dépend à la fois de la composition et de la structure cristalline, et peut être calculé à l'aide de la relation de Gladstone-Dale. Les cristaux sont souvent naturellement anisotropes et, dans certains milieux (tels que les cristaux liquides), il est possible d'induire une anisotropie en appliquant un champ électrique externe.